# North American Soccer League (2011)
A North American Soccer League (em português:  Liga Norte-Americana de Futebol; abreviação oficial: NASL) é uma liga de futebol profissional masculina sediada na cidade de Nova York .  A liga está em hiato desde a conclusão da temporada de 2017 .
A apesar de ter o mesmo nome, não possui ligação com a  North American Soccer League original.   A atual NASL foi fundada em 2009 e começou a jogar em 2011 com oito equipes, após equipes da USL e da NASL disputarem juntas a USL Division II em 2010.
Da sua temporada inaugural em 2011 até 2017, a competição foi sancionada pela Federação de Futebol dos Estados Unidos (US Soccer) como uma segunda divisão no sistema de liga de futebol dos Estados Unidos, abaixo da Major League Soccer (MLS) e ao lado da United Soccer League (antiga USL Pro).  No entanto, a US Soccer negou o status da Divisão II da liga para 2018, já que a NASL não atendeu aos critérios sancionatórios, e o futuro é incerto, pois a NASL recorre da decisão.  Depois de inicialmente adiar a temporada de 2018, a liga foi negada uma liminar para evitar a perda de sua divisão II e anunciou que havia cancelado sua temporada de 2018 e esperava voltar para uma temporada de 2019.  Em julho de 2018, o conselho da liga afirmou no tribunal que a liga esperava voltar para a temporada de 2020.  Em novembro de 2018, dois dos quatro clubes da NASL anunciaram que pretendiam lançar uma nova liga profissional em 2019 associada à National Premier Soccer League .

## Formato da competição

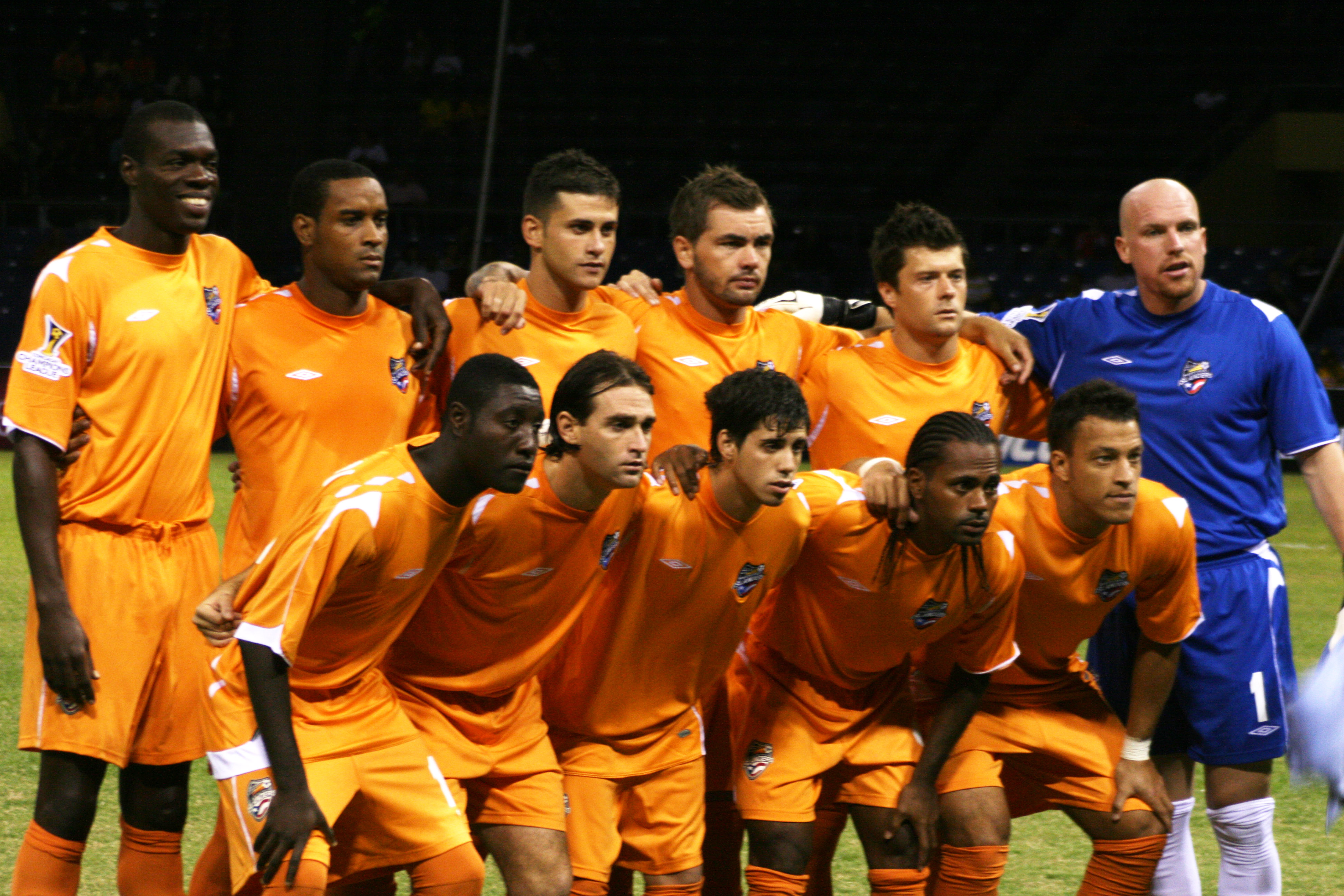
Jogadores da seleção Portoriquenha

O formato da NASL consistia em duas competições, Spring and Fall, com os dois campeões tendo direito de disputar o Soccer Bowl.

## História

### Fundação

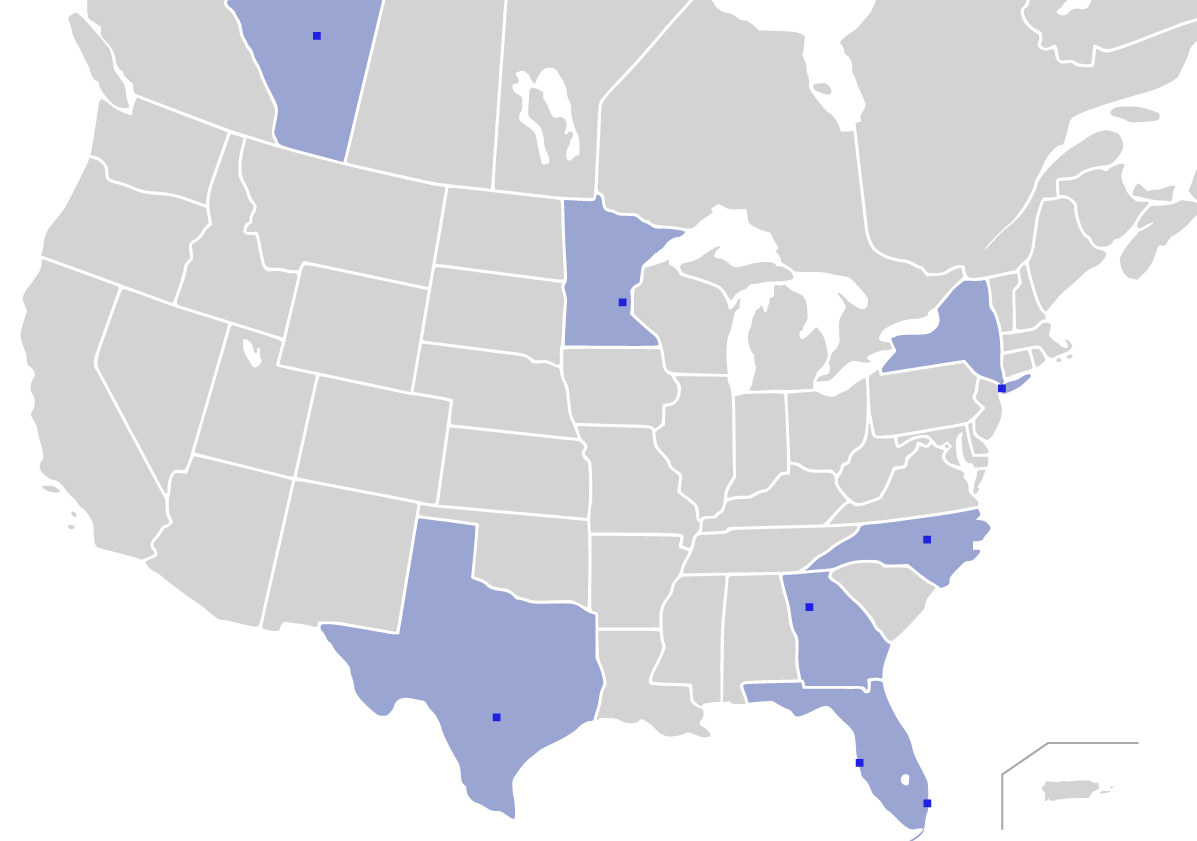
Localização das equipes atuais da NASL

Em 27 de agosto de 2009, a multinacional esportiva Nike concordou em vender sua participação na United Soccer Leagues (USL) para Rob Hoskins e Alec Papadakis, da NuRock Soccer Holdings, com sede em Atlanta, ao invés da USL Team Owner's Association (TOA). , um grupo que compreende os proprietários de vários clubes da USL First Division e St. Louis Soccer United .  Após a compra, vários membros proeminentes da TOA começaram a expressar suas preocupações sobre o estado da liga em geral, sua estrutura de gestão e modelo de propriedade, a liderança do presidente da USL, Francisco Marcos, e sobre a venda da liga para NuRock, que a TOA senti foi contraproducente e prejudicial para o desenvolvimento da liga.
Dentro de algumas semanas, vários clubes membros da TOA ameaçaram romper com a USL e começar sua própria liga.  Em 10 de novembro de 2009, seis clubes USL-1, juntamente com St. Louis, solicitaram a aprovação para criar uma nova divisão.  Em 20 de novembro de 2009, uma equipe da USL-1 e USL-2 anunciou suas intenções de se juntar à nova liga, levando os membros da nova liga a nove equipes.
O nome oficial da liga foi anunciado em 23 de novembro de 2009.  De acordo com o comunicado de imprensa oficial, o nome NASL pretende "prestar homenagem aos jogadores, treinadores e líderes que foram pioneiros no futebol profissional masculino na América do Norte, muitos dos quais permanecem envolvidos e comprometidos com o crescimento do jogo em várias capacidades nos EUA e no Canadá ".
Uma grandes atrações da nova NASL foi a o New York Cosmos, recriação do time da NASL original na qual jogou Pelé.

### Disputa com USSF e ação legal
Em setembro de 2015, a NASL enviou uma carta ao presidente da US Soccer , Sunil Gulati , acusando a US Soccer de violações antitruste caso adotassem os critérios propostos para uma liga de futebol sancionada da Primeira Divisão.  A NASL discordou de três mudanças propostas: aumentar o tamanho mínimo do estádio para 15.000, aumentar o número mínimo de equipes para 16 e mudar a população mínima requerida em 75% das equipes de uma população de 1 milhão para 2 milhões.  A NASL acusou a US Soccer de conluiar com a MLS para proteger o monopólio da MLS como a única liga de primeira divisão nos Estados Unidos.
Em setembro de 2017, foi relatado que após ter concedido o status de Divisão II provisória para a NASL e para a United Soccer Leagues pela MLS em 2016, o US Soccer votou para não mais conceder a condição de Divisão II permanente para a NASL. A NASL afirmou que "não acredita que a federação agiu no melhor interesse do esporte.  A decisão do futebol americano afeta negativamente muitos interessados no futebol: torcedores, jogadores, treinadores, árbitros, parceiros de negócios e os donos de clubes da NASL que investiram dezenas de milhões de dólares na promoção do esporte. A decisão também coloca em risco os milhares de empregos criados pela NASL e seus clubes membros."
Em resposta à ação do US Soccer, a NASL entrou com uma ação contra o US Soccer em 19 de setembro de 2017. A decisão de prosseguir com a ação não foi unânime entre os clubes da NASL. O FC Edmonton não esteve envolvido no processo, tendo "descoberto o processo por telefone"; e North Carolina FC  não apoiou o processo.  O Tribunal Distrital dos EUA do Distrito Leste de Nova York decidiu contra a proposta da NASL de uma liminar em 4 de novembro de 2017, e o Tribunal de Apelações do Segundo Circuito negou uma apelação em 23 de fevereiro de 2018.
Em 27 de fevereiro de 2018, a liga anunciou que a temporada de 2018 havia sido cancelada após a decisão do tribunal.  Eles estão procurando maneiras de retornar em 2020.  Entretanto, três clubes: o New York Cosmos , o Miami FC e o Jacksonville Armada , vão participar na National Premier Soccer League para a temporada de 2018, o FC Edmonton passou a integrar a recém-criada Canadian Premier League, enquanto o San Diego 1904 FC deixou o campeonato e tentou, sem sucesso, ingressar na USL.

## Campeões
| Temporada | Soccer Bowl           | Temporada regular     |
| --------- | --------------------- | --------------------- |
| 2011      | NSC Minnesota Stars   | Carolina RailHawks    |
| 2012      | Tampa Bay Rowdies     | San Antonio Scorpions |
| 2013      | New York Cosmos       | Carolina RailHawks    |
| 2014      | San Antonio Scorpions | Minnesota United      |
| 2015      | New York Cosmos       | New York Cosmos       |
| 2016      | New York Cosmos       | New York Cosmos       |
| 2017      | San Francisco Deltas  | Miami FC              |

| Ano  | Campeão da Primavera     | Campeão do Outono     | Soccer Bowl           |
| ---- | ------------------------ | --------------------- | --------------------- |
| 2013 | Atlanta Silverbacks      | New York Cosmos       | New York Cosmos       |
| 2014 | Fort Lauderdale Strikers | San Antonio Scorpions | San Antonio Scorpions |
| 2015 | New York Cosmos          | Ottawa Fury FC        | New York Cosmos       |
| 2016 | New York Cosmos          | New York Cosmos       | New York Cosmos       |
| 2017 | Miami FC                 | Miami FC              | San Francisco Deltas  |